# Mary Hays
Mary Hays, född 4 maj 1759 i London, död där 20 februari 1843, var en brittisk författare och feminist.
Hays var en radikal fritänkare och nära vän till Mary Wollstonecraft. Hennes romaner, Memoirs of Emma Courtney (1796) och Victim of Prejudice (1799) skildrade de fasor som mötte kvinnor som ej var skyddade av rikedom eller status och de svårigheter som även en utbildad kvinna som önskade ekonomiskt oberoende, mötte. Hennes Appeal to the Men of Great Britain on Behalf of of the Women (1798) är, i likhet med Wollstonecrafts Till försvar för kvinnans rättigheter, ett ställningstagande för frihet och likställdhet mellan könen. Hon utgav även Dictionary of Female Biography (sex volymer, 1803).